# 紀元前336年
紀元前336年（きげんぜん336ねん）は、ローマ暦の年である。

## 他の紀年法
- 干支 : 乙酉
- 日本
  - 皇紀325年
  - 孝安天皇57年
- 中国
  - 周 - 顕王33年
  - 秦 - 恵文君2年
  - 楚 - 威王4年
  - 斉 - 威王21年
  - 燕 - 文公26年
  - 趙 - 粛侯14年
  - 魏 - 恵王34年
  - 韓 - 昭侯27年
- 朝鮮
  - 檀紀1998年
- ベトナム :
- 仏滅紀元 : 209年
- ユダヤ暦 :

## できごと

### ペルシア
- アケメネス朝ペルシアにおいて、第9代国王アルセスが毒殺され、ダレイオス3世が第10代国王として即位した[1]。

### マケドニア
- 2年前の紀元前338年にカイロネイアの戦いにおいてギリシア軍を撃破し、紀元前337年にヘラス同盟の結成によってギリシアを統一したマケドニア王ピリッポス2世がオレスティスのパウサニアスによって暗殺され、その子であるアレクサンドロス3世（アレキサンダー大王）が即位した[2]。

### 中国
- 宋の太丘社が滅び、九鼎が彭城泗水の下に没した。
- 孟子が魏の恵王と会談した。